# Mykhaylo Fomenko
Mykhaylo Fomenko (19 de setembro de 1948 – 29 de abril de 2024) foi um futebolista ucraniano, que atuou como zagueiro.

## Carreira
Fomenko jogou no Spartak Sumy, no Zorya Luhansk e no Dynamo Kyiv. Com o esse último clube, conquistou três campeonatos nacionais, uma Taça das Taças e uma Supercopa da UEFA.
Pela extinta Seleção Soviética, Mykhailo Fomenko atuou como futebolista em 24 partidas. Por ela, participou das Olimpíadas de 1976, conquistando a medalha de bronze.

## Morte
Fomenko morreu em 29 de abril de 2024, aos 75 anos.